# Vassilievski (Oriol)
|  | Per a altres significats, vegeu «Vassilievski». |

Vassilievski (en rus: Васильевский) és un poble (un possiólok) de l'óblast d'Oriol, a Rússia, segons el cens del 2010 tenia 199 habitants. Pertany al districte municipal de Verkhóvie.